# Macronychia richterae
Macronychia richterae är en tvåvingeart som beskrevs av Yu. G. Verves 2005. Macronychia richterae ingår i släktet Macronychia och familjen köttflugor. Inga underarter finns listade i Catalogue of Life.